# Gliese 667
A Gliese 667 (142 G. Scorpii) hármas csillagrendszer a Skorpió csillagképben, nagyjából 6.8 parszekre (22 fényévre) a Földtől. Mindhárom csillag tömege kisebb, mint a Napé. A három csillag közelében található még egy, de ez gravitációját tekintve nincs kötve a rendszerhez.
A rendszer két legfényesebb csillaga, a GJ 667 A és a GJ 667 B egymás körül keringenek, átlagosan 13 csillagászati egységnyi távolságra. Legközelebb 5 csillagászati egységre vannak egymástól, míg a legnagyobb távolság közöttük 20 CsE. A harmadik csillag az első pár körül kering, maximum 230 CsE-re. Ezen csillag rendszerében van két megerősített és öt potenciális szuperföld. A Cc, a Cf és a Ce bolygók a  lakható övezeten belül találhatóak, míg a Cb lehet, hogy egy gáztörpe.

## Galéria
- A Gliese 667 Cc illusztrációja, egy egy vörös törpe körül keringő esetleges lakható bolygó
- Illusztráció a Gliese 667 Cb-ről, a Gliese 667 A/B csillagokkal a háttérben
- Kilátás a Gliese 667 Cd-ről a Gliese 667 C csillagra (illusztráció)